# Rattle and Hum (film)
Rattle and Hum è un documentario diretto da Phil Joanou, in cui viene seguito il The Joshua Tree Tour degli U2.

## Brani
1. Helter Skelter (live)
2. Van Diemen's Land
3. Desire (demo)
4. Exit (live)
5. I Still Haven't Found What I'm Looking For (rehearsal)
6. Freedom for My People / Silver and Gold (live)
7. Angel of Harlem (demo)
8. All Along the Watchtower (live)
9. In God's Country (live)
10. When Love Comes to Town (rehearsal/live/recital)
11. Heartland
12. Bad / Ruby Tuesday / Sympathy for the Devil (live)
13. Where the Streets Have No Name (live)
14. MLK (live)
15. With or Without You (live)
16. The Star-Spangled Banner / Bullet the Blue Sky (live)
17. Running to Stand Still (live)
18. Sunday Bloody Sunday (live)
19. Pride (In the Name of Love) (live)
20. All I Want Is You (titoli di coda)

## Discorsi politici
In due canzoni, Silver and Gold e Sunday Bloody Sunday, Bono inserisce un commento politico nel mezzo dell'esecuzione dei brani. In particolar modo, in Silver and Gold il cantante parla di come è nata questa canzone e critica il regime dell'apartheid tenuto dal Sudafrica. In Sunday Bloody Sunday vi è una forte invettiva nei confronti del terrorismo dell'IRA.